# Олбани (Џорџија)
Олбани (енгл. Albany) град је у америчкој савезној држави Џорџија. По попису становништва из 2010. у њему је живело 77.434 становника.

## Демографија
Према попису становништва из 2010. у граду је живело 77.434 становника, што је 495 (0,6%) становника више него 2000. године.
| Група             | 2000.          | 2010.          |
| Белци             | 25.193 (32,7%) | 19.020 (24,6%) |
| Афроамериканци    | 49.855 (64,8%) | 55.456 (71,6%) |
| Азијати           | 459 (0,6%)     | 636 (0,8%)     |
| Хиспаноамериканци | 950 (1,2%)     | 1.596 (2,1%)   |
| Укупно            | 76.939         | 77.434         |